# Robin Manullang
Robin Manullang (Samarinda, 11 april 1987) is een Indonesisch wielrenner die anno 2018 rijdt voor PGN Road Cycling Team.

## Carrière
In 2013 werd Manullang, achter Mark Galedo, tweede in de tijdrit op de Zuidoost-Aziatische Spelen. Drie dagen later waren enkel Ariya Phounsavath en Mai Nguyễn Hưng sneller in de wegwedstrijd. In 2015 was Manullang wel de snelste in de tijdrit: Thurakit Boonratanathanakorn eindigde met een achterstand van 52 op de tweede plaats.

## Overwinningen
2015
 Tijdrit op de Zuidoost-Aziatische Spelen

## Ploegen
- 2015 –  Pegasus Continental Cycling Team
- 2018 –  PGN Road Cycling Team

Aristya · Hasan · Iswana · Lesmana · Manullang · Novardianto · Rohendi · Setiawan · Sidik · B. Suryadi · D. Suryadi · Tutuarima · Wibisono